# Kotaro Tokunaga
Kotaro Tokunaga (徳永 晃太郎 Tokunaga Kōtarō?, nacido el 10 de noviembre de 1996 en Osaka) es un futbolista japonés que juega como centrocampista.
En 2019, Tokunaga se unió al Azul Claro Numazu de la J3 League.

## Trayectoria

### Clubes
| Club              | País  | Año    |
| ----------------- | ----- | ------ |
| Azul Claro Numazu | Japón | 2019 - |

## Estadística de carrera

### J. League
| Club              | Año   | J. League | J. League | Copa J. League | Copa J. League | Total | Total |
| Club              | Año   | Part.     | Goles     | Part.          | Goles          | Part. | Goles |
| ----------------- | ----- | --------- | --------- | -------------- | -------------- | ----- | ----- |
| Azul Claro Numazu | 2019  | 18        | 1         | -              | -              | 18    | 1     |
| Total             | Total | 18        | 1         | 0              | 0              | 18    | 1     |